# Ministère de l'Économie et des Finances (Bénin)
Pour les autres articles nationaux ou selon les autres juridictions, voir Ministère de l'Économie et des Finances.
Le Ministère de l'Économie et des Finances est le département ministère du Gouvernement béninois chargé de la gestion des Finances Publiques et de la politique économique de l'État béninois.
Les principales directions de ce Ministère sont la Direction générale des Affaires économiques, la Direction générale du Trésor et de la Comptabilité publique, la Direction Générale du Budget, la Direction Générale des Impôts et Douanes du Bénin
Situé au quartier de la Haie Vive, ou Vive Haie dans le douzième Arrondissement de Cotonou, sur la Route de l'Aéroport Rue 371, Cotonou, ce Ministère fait partie des Ministères dits régaliens avec les Ministères chargés de la Défense, de la Justice, de l'Intérieur et des Affaires étrangères. Mr Seybou Alassane
Le Ministère de l'Économie et des Finances est dirigé depuis le 7 avril 2016 par MrRomuald Wadagni pendant les deux quinquennats du Gouvernement Président Patrice Talon.

## Attributions
Les principales attributions du ministère sont les suivantes : 
- Analyses et prévisions économiques
- Élaboration du budget
- Gestion du patrimoine et des dettes de l’État.
- Collecte des impôts
- Gestion des réserves en devises du Royaume
- Contrôle, surveillance et audits internes des ministères

## Organisation
Le ministère dispose de plusieurs directions, structures et organismes sous-tutelles :

### Structures rattachées au ministre
- Cellule Nationale de Traitement des Informations Financières (CENTIF)
- Cellule de Suivi des Programmes Economiques et Financiers (CSPEF)
- Inspection Générale des Finances (IGF)
- Unité d’Appui Stratégique du Ministère de l’Économie et des Finances (USMEF)
- Unité de Gestion des Réformes (UGR)
- Unité Technique d’appui à l’Ordonnateur National du Fonds Européen de Développement
- Cellule de Suivi de l’Intégration Régionale (CSIR)
- Contrôle Financier
- Direction Centrale de Supervision des Dépenses Publiques (DCSDP)
- Cellule des Voyages Officiels {CVO}

### Directions centrales
Le ministère dispose trois directions centrales. Il s'agit de la:
- Direction des Systèmes d’Information (DSI)
- Direction de la Programmation et de la Prospective (DPP)
- Direction de l’Administration et des Finances (DAF)

### Directions techniques
- Direction Générale des Affaires Economiques
- Direction Générale du Trésor et de la Comptabilité Publique
- Direction Générale du Budget
- Direction Générale des Impôts
- Douanes du Bénin.

### Organismes sous tutelles
- Agence Nationale de Surveillance des Systèmes Financiers Décentralisés (ANSSFD)
- Direction du Palais des Congrès et du Centre International de Conférences (DPCCIC)
- Loterie Nationale du Bénin
- Caisse Autonome d’Amortissement (CAA)

## Liste des ministres successifs depuis la création
Le nom Ministère de l'Économie et des Finances est apparu dans les années 1960  sous la présidence  du président Sourou Migan Apithy. Plus de 30 ministres se sont succédé à la tête de ce ministère.

### Galerie

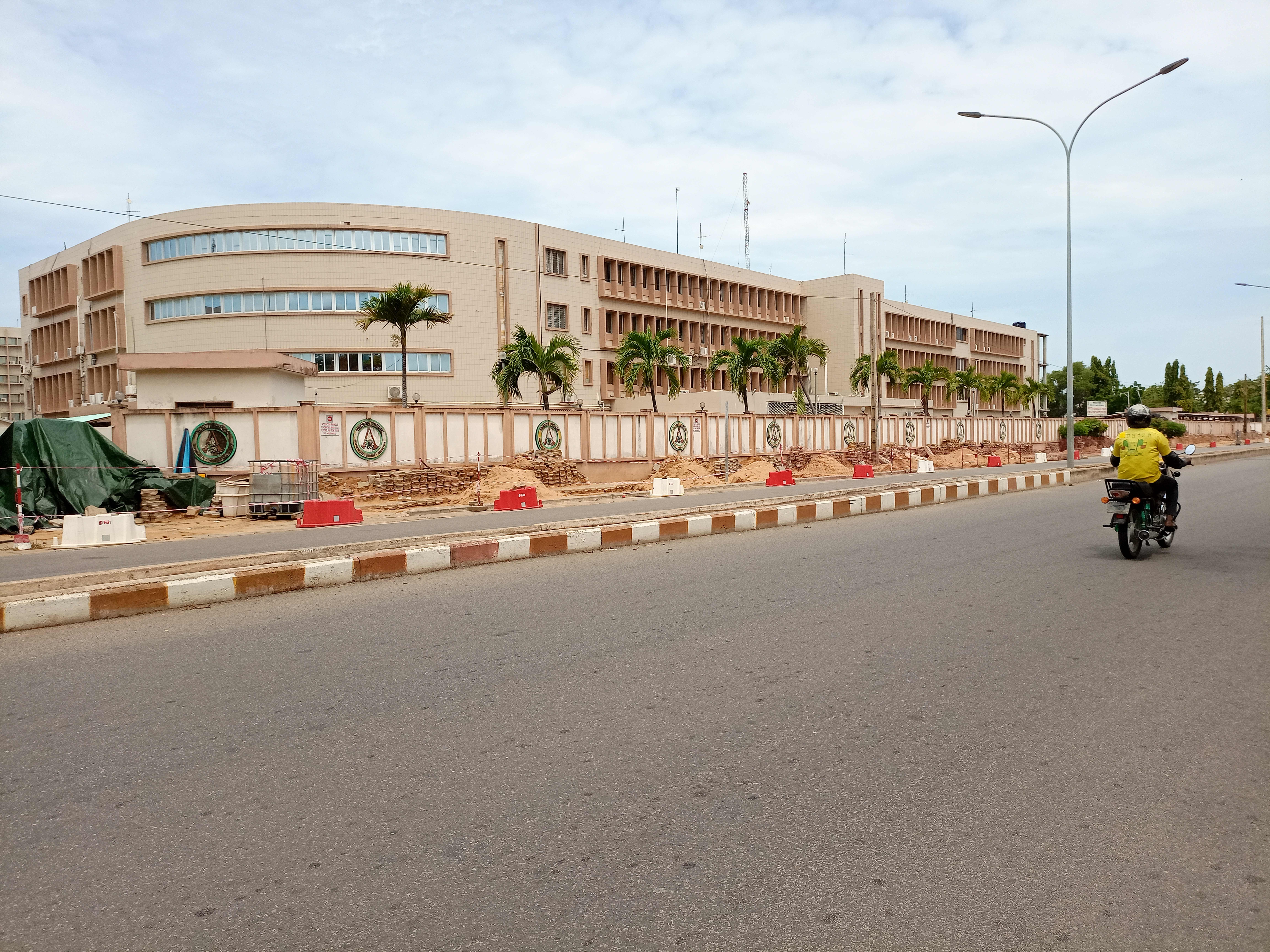
Bâtiment de la Direction  du trésor public du Bénin, rattachée au ministère de l'économie et des finances.
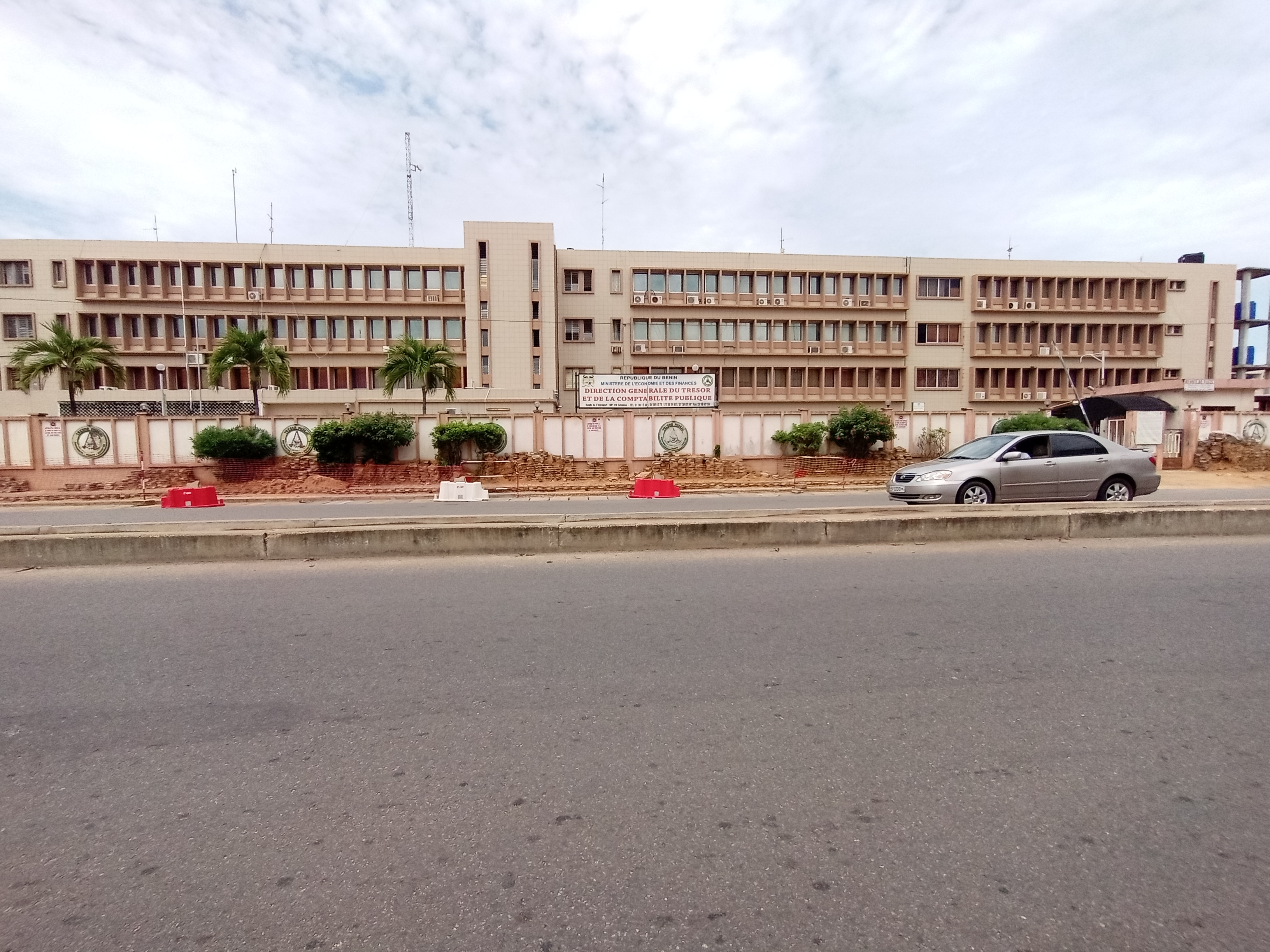
Direction  du trésor public du Bénin.